# Remember December
"Remember December" é uma canção gravada por Demi Lovato para seu segundo álbum, Here We Go Again. Foi composta e produzida por John Fields, com auxílio na escrita por Anne Preven e Lovato. A sua gravação decorreu em 2009, no Studio Wishbone em Los Angeles, na Califórnia. Deriva de origens estilísticas de power pop. A sua sonoridade é composta através de vocais, guitarra e piano. O tema foi enviado para download digital nos países escandinavos em 18 de janeiro de 2010, e em 15 de fevereiro, foi comercializada em CD single, servindo como o segundo e último single do projeto. Lovato descreveu a sonoridade da música como a que quer que seu trabalho soe no futuro. Liricamente, na obra, o eu lírico tenta lembrar seu companheiro dos bons momentos vividos no início do relacionamento.
A recepção após o lançamento da faixa foi mista; vários críticos apreciaram o gancho e o refrão. Revisores também a nomearam como um destaque no disco. Em termos comerciais, conseguiu entrar e alcançar a 80.ª posição da UK Singles Chart na semana de 27 de fevereiro de 2010, antes de sair na semana seguinte. Também conseguiu a quinta posição na Top 20 Pop Singles. Tim Wheeler dirigiu seu vídeo musical acompanhante, que possui participações de algumas companheiras de elenco da musicista em Camp Rock 2: The Final Jam. Ao invés de incluir um interesse amoroso na produção, Lovato escolheu dar para o vídeo o tema de empoderamento feminino. Demi interpretou "Remember December" diversas vezes, incluindo na Summer Tour 2009 e uma atuação no The Alan Titchmarsh Show.

## Antecedentes
Lovato iniciou o processo de escrita de Here We Go Again em janeiro de 2009. Após terminar as filmagens da primeira temporada de Sonny with a Chance em abril do mesmo ano, juntou-se, a fim de compôr, a outros compatriotas e artistas, como Jon McLaughlin e o vocalista da banda The Academy Is..., William Beckett. Ao contrário de seu álbum de estreia Don't Forget, não trabalhou com o trio Jonas Brothers, para saber como sua música seria sem a participação dos Jonas. De acordo com Demi, o processo de desenvolvimento do disco estava parcialmente concluído em apenas duas semanas.
Demi trabalhou com Anne Preven em três faixas do projeto, "Quiet", "Solo" e "Remember December". John Fields, que também contribuiu com o projeto anterior, participou da elaboração da última juntamente com Lovato e Preven, e produziu todas as três canções citadas, e boa parte do CD. As sessões de gravação tiveram início em abril, e a música foi gravada por Fields no Studio Wishbone em Los Angeles, na Califórnia. Contou com a participação de Owsley na guitarra, nos sintetizadores e nos vocais de apoio, e Dorian Crozier na bateria. Tommy Barbarella também contribuiu com sintetizadores, enquanto que Ken Chastain cuidou da percussão do tema. Fields e Paul David Hager fizeram a mixagem.

## Lançamento e divulgação

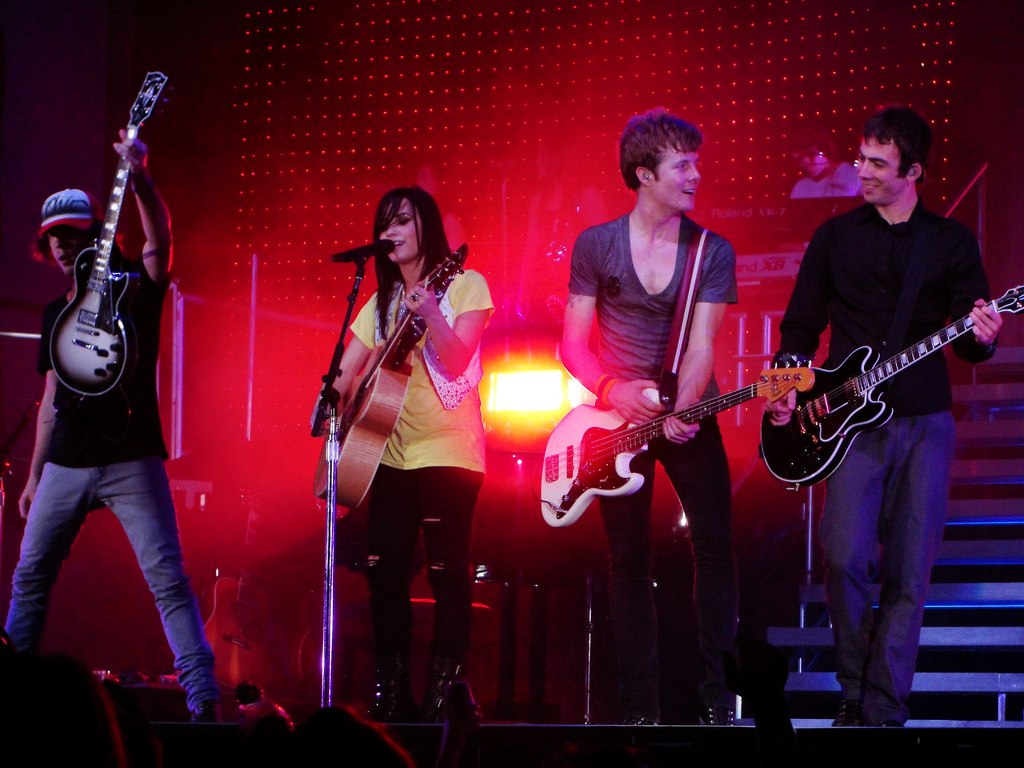
Demi e seus compatriotas Mike, Kevin e Drew, durante a Summer Tour 2009, na qual "Remember December" foi interpretada diversas vezes.

"Remember December" foi escolhida como segundo e último single do álbum. Não recebeu distribuição na América do Norte; ao invés, foi utilizada para promover o lançamento do disco no Reino Unido. Foi primeiramente disponibilizada nos países escandinavos através de download digital em 18 de janeiro de 2010, através da Hollywood Records. Mais tarde, foi lançada como CD single e em formato de extended play (EP) digital em território britânico no dia 15 de fevereiro do mesmo ano. O disco físico possui um "club mix" realizado por Sharp Boys, enquanto que o EP digital possui esta mistura com uma edição de rádio desta.
A música foi incluída no repertório da Summer Tour 2009, na qual Lovato a interpretava imediatamente antes do final do concerto. Althea Legaspi do Chicago Tribune disse que a atuação da música "demonstrou costelas de rock de Demi cantando". Thomas Kinter do Hartford Courant comentou que Lovato "se perdeu um pouco" com a realização de "Every Time You Lie" e retornou com a apresentação "de vocal estridente" para "Remember December". Durante uma série de performances no Reino Unido em meados de 2010, o número acabou por ser cantado no The Alan Titchmarsh Show, sendo a única atuação televisiva da faixa. Em setembro de 2011, foi interpretada na An Evening with Demi Lovato, e mais tarde como canção final na A Special Night with Demi Lovato.

## Estilo musical e letra
"Remember December" é uma canção inspirada na década de 1980 com elementos de power pop e influências de synthpop e pop rock, produzida pelo norte-americano John Fields. Patrick Varine do The Observer-Dispatch notou "um pouco de techno", e Fraser McAlpine do BBC Music disse que a música deriva de um "mal-humorado synthpop". Críticos fizeram comparações a trabalhos das bandas de rock Paramore e The Veronicas. A sua gravação decorreu no Studio Wishbone em Los Angeles, Califórnia. Consiste na utilização de vocais, piano e guitarra. De acordo com a partitura publicada pela Walt Disney Music Publishing, a música está composta em um tempo de assinatura comum com um metrônomo de 112 batidas por minuto. Está composta na chave de fá menor, e o alcance vocal varia da nota baixa de mi bemol até a nota alta de fá.
A letra foi escrita por Lovato juntamente com Anne Preven e o também produtor Fields. Liricamente, na obra, a personagem principal se lembra de um romance de inverno. A revisora Margaret Wappler do Los Angeles Times confidenciou que a música era um "hino para os rompimentos" e notou que o eu lírico pede para seu companheiro se lembrar dos "bons momentos" da relação. No refrão, Demi canta "Não se renda, se renda, se renda", antes de pedir para que o parceiro se lembre da "promessa de que seria para sempre". Em uma entrevista com Jocelyn Vena da MTV News, Lovato comentou que o tema foi feito para "todas as garotas por aí que precisam se lembrar de garotos que se atrapalharam na relação". Na mesma ocasião, disse que "Remember December" desvia do som pop rock que havia apresentado em outras canções:
| “ | Eu amo essa canção por vários motivos. Ela possui um som diferente de um monte de canções minhas. Me identifiquei mais consigo do que com outras faixas, me divirto muito consigo. Eu pensei que se pudesse ser um single seria incrível apresentar em vários lugares. Eu estava muito ansiosa quando a ouvi pela primeira vez, porque é o epítome de onde eu quero ir no futuro. | ” |

## Recepção pela crítica
| Críticas profissionais | Críticas profissionais |
| Avaliações da crítica  | Avaliações da crítica  |
| Fonte                  | Avaliação              |
| ---------------------- | ---------------------- |
| BBC Music              | [ 17 ]                 |
| Digital Spy            | [ 18 ]                 |

As críticas após o lançamento da faixa foram mistas. O crítico Stephen Thomas Erlewine, do Allmusic, considerou o disco resultante como "não tão divertido" quanto Don't Forget, "mas ainda divertido, principalmente quando Lovato transforma suas lágrimas em pop viciante como em 'Remember December'". Erlewine também nomeou o tema como um dos melhores do álbum. Fraser McAlpine do BBC Music avaliou a música com quatro de cinco estrelas máximas, dizendo: "Eu tenho certeza que há uma razão punkrock pela qual nós devíamos nos juntar e odiar a canção, mas pela minha vida eu não posso fazer isto. Mesmo com a estranha pronúncia e a letra boba, esta faixa é formidável". McAlpine apreciou o "grande" refrão e continuou: "Alguém do time de Lovato escutou um pouco dos estilos musicais de Paramore e talvez sugeriu que o próximo passo lógico após a 'Disneyficação' saudável de Camp Rock na música popular poderia ser um pouco mais confessional".
Cody Miller do PopMatters revisou a composição positivamente, escrevendo: "Quando um gancho real surge, como em 'Remember December', Lovato realmente bate de frente, cantando e uivando com melodrama e bravura suficiente para fazer alguém acreditar [nas] linhas". Tamar Anitai do MTV Buzzworthy nomeou a obra como a quinta melhor de 2009, adjetivando-a de "a mais forte e melhor" de Here We Go Again. Anitai concluiu: "'Remember December' é um sério destaque que rapidamente coloca Demi abaixo do volante – seriamente acelerando – o tempo todo. É a vitrine perfeita para os vocais bem-atrás-da-idade de Demi e a capacidade de vender uma canção sem-açúcar". Em uma revisão mista, Nick Levine do Digital Spy deu três estrelas para a música, e disse que "faltaram ideias originais", mas de acordo com ele, "pelo menos possui um refrão decente". Levine apreciou os vocais da intérprete e chamou o tema de "pop rock parecido com Veronicas". A página virtual Disney Dreaming relatou que a faixa é "realmente divertida e fácil de dançar", elogiando as letras por "serem fáceis de decorar" e disse que "ela mostra mais uma vez a forte voz de Demi".

## Vídeo musical
O vídeo musical para "Remember December" contou com a direção de Tim Wheeler, que trabalhou em "La La Land" e "Here We Go Again". Em entrevista concedida à MTV News nos bastidores do vídeo, Demi disse que ele se relaciona com o tema da música: "O vídeo se relaciona com a música de uma maneira... Ao contrário de ter um interesse amoroso neste vídeo, ele é sobre ser selvagem e assumir o controle como uma garota. É tipo empoderamento feminino. Yeah, divas!" Ela descreveu a gravação como "realmente, realmente glam rock". De acordo com o diretor, o conceito por trás do projeto era incorporar diferentes luzes e luzes de fundo. A produção estreou em 12 de novembro de 2009, e ficou disponível em 1º de dezembro na iTunes Store de vários países.
O clipe possui participação de Chloe Bridges, Meaghan Jette Martin e Anna Maria Perez de Taglé, companheiras de elenco de Lovato em Camp Rock 2: The Final Jam. A produção se inicia com Demi junto a sua banda em um palco usando uma "roupa de garota rockeira" com uma jaqueta de couro e luvas. Nas cenas seguintes, é vista em um carro com três amigas, todas as quatro com cabelos beehive. Outras tomadas mostram Lovato com um moletom com capuz e brilho em frente a luzes coloridas e brilhantes. Mais tarde no vídeo, andam pela Hollywood Boulevard. O projeto termina com Demi completando sua interpretação da música no palco. Jocelyn Vena da MTV News disse que, no vídeo, Demi "exorta empoderamento feminino". Ele também observou que Lovato "se divertiu" com a produção.

## Faixas e formatos
A versão digital de "Remember December" contém apenas uma faixa com duração de três minutos e vinte segundos. No Reino Unido, o tema também foi comercializado em versão CD single, possuindo duas faixas no total, sendo que uma delas é o single e a outra um remix. Foi lançado um extended play (EP) digital, que possuia um remix e uma edição para rádio deste.
| Download digital |                     |         |  |
| N.º              | Título              | Duração |  |
| 1.               | "Remember December" | 3:12    |  |

| CD single      |                                           |         |  |
| N.º            | Título                                    | Duração |  |
| 1.             | "Remember December"                       | 3:11    |  |
| 2.             | "Remember December" (Sharp Boys Club Mix) | 6:18    |  |
| Duração total: | Duração total:                            | 9:29    |  |

| EP digital     |                                                       |         |  |
| N.º            | Título                                                | Duração |  |
| 1.             | "Remember December"                                   | 3:12    |  |
| 2.             | "Remember December" (Sharp Boys Club Mix)             | 6:18    |  |
| 3.             | "Remember December" (edição para rádio de Sharp Boys) | 3:48    |  |
| Duração total: | Duração total:                                        | 13:19   |  |

## Desempenho nas tabelas musicais
Após a edição da música como single, entrou e teve como melhor posição a 80.ª na UK Singles Chart na semana de 27 de fevereiro de 2010, antes de desaparecer da tabela na semana seguinte. Posteriormente ao lançamento do disco, conseguiu a quinta posição na tabela ucraniana de música pop publicada pela FDR.

### Posições
| Tabela musical (2010)          | Melhor posição |
| ------------------------------ | -------------- |
| Reino Unido - UK Singles Chart | 80             |
| Ucrânia - Top 20 Pop Singles   | 5              |

## Créditos
Todo o processo de elaboração da canção atribui os seguintes créditos pessoais:
| - Demi Lovato - vocalista principal, composição; - Anne Preven - composição; - John Fields - composição, produção, baixo, guitarra, teclado, programação, gravação, mixagem; - Will Osley - guitarra, sintetizadores, vocais de apoio; | - Dorian Crozier - bateria; - Michael Bland - programação; - Tommy Barbarella - sintetizadores; - Ken Chastain - percussão, programação; - Paul David Hager - mixagem |

## Histórico de lançamento
"Remember December" foi inicialmente comercializada na Dinamarca, na Finlândia e na Suécia em 18 de janeiro de 2010, seguindo no Reino Unido em 11 de fevereiro seguinte, três dias depois no Brasil e em 15 de fevereiro na Noruega, por download digital, sendo mais tarde lançada em CD single no Reino Unido.
| País        | Data                    | Formato          | Gravadora         |
| ----------- | ----------------------- | ---------------- | ----------------- |
| Dinamarca   | 18 de janeiro de 2010   | Download digital | Hollywood Records |
| Finlândia   | 18 de janeiro de 2010   | Download digital | Hollywood Records |
| Suécia      | 18 de janeiro de 2010   | Download digital | Hollywood Records |
| Reino Unido | 11 de fevereiro de 2010 | Download digital | Hollywood Records |
| Brasil      | 14 de fevereiro de 2010 | Download digital | Hollywood Records |
| Noruega     | 15 de fevereiro de 2010 | Download digital | Hollywood Records |
| Reino Unido | 15 de fevereiro de 2010 | CD single        | Hollywood Records |